# Petrogale assimilis
Petrogale assimilis är en pungdjursart som beskrevs av Edward Pierson Ramsay 1877. Petrogale assimilis ingår i släktet klippkänguruer och familjen kängurudjur. IUCN kategoriserar arten globalt som livskraftig. Inga underarter finns listade.
Pungdjuret förekommer söder om Kap Yorkhalvön, Australien. Arten vistas där i klippiga områden med mer eller mindre glest fördelade träd.
Arten hoppar på sina bakfötter och den har därför stora bakfötter och kraftiga bakben medan de främre extremiteterna är små. Den gråbruna pälsen på ovansidan och den lite ljusare pälsen på undersidan utgör ett bra kamouflage i det klippiga habitatet. Vanligen är händer och fötter mörkare än andra kroppsdelar och dessutom är spetsen av den yviga svansen mörk.
En hanne och en hona bildar vanligen långvariga monogama par men ibland parar sig honan med en annan hanne. Parningen kan äga rum under alla årstider. Efter den korta dräktigheten föds en rudimentärt utvecklad unge som kravlar fram till moderns pung (marsupium) där den diar sin mor. Ungen stannar 180 till 231 dagar i pungen. Ungefär 17,5 månader efter födelsen blir honor könsmogna och för hannar inträffar könsmognaden efter cirka 23 månader. Individer som klarar sig bra i naturen kan leva sju år eller lite längre.
Petrogale assimilis vilar på dagen under en överhängande klippa eller i ett annat gömställe och den letar på natten efter föda.

## Bildgalleri

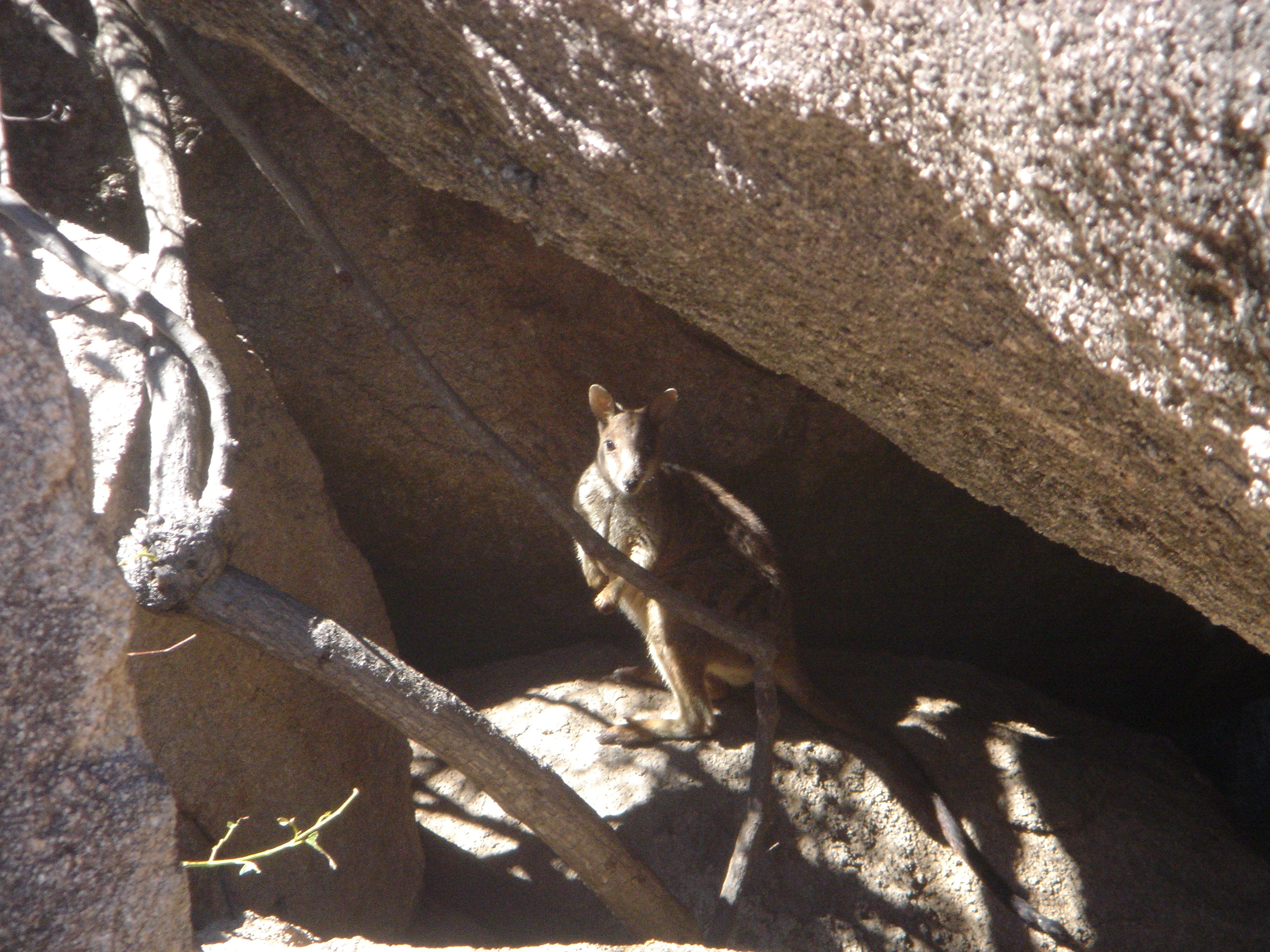
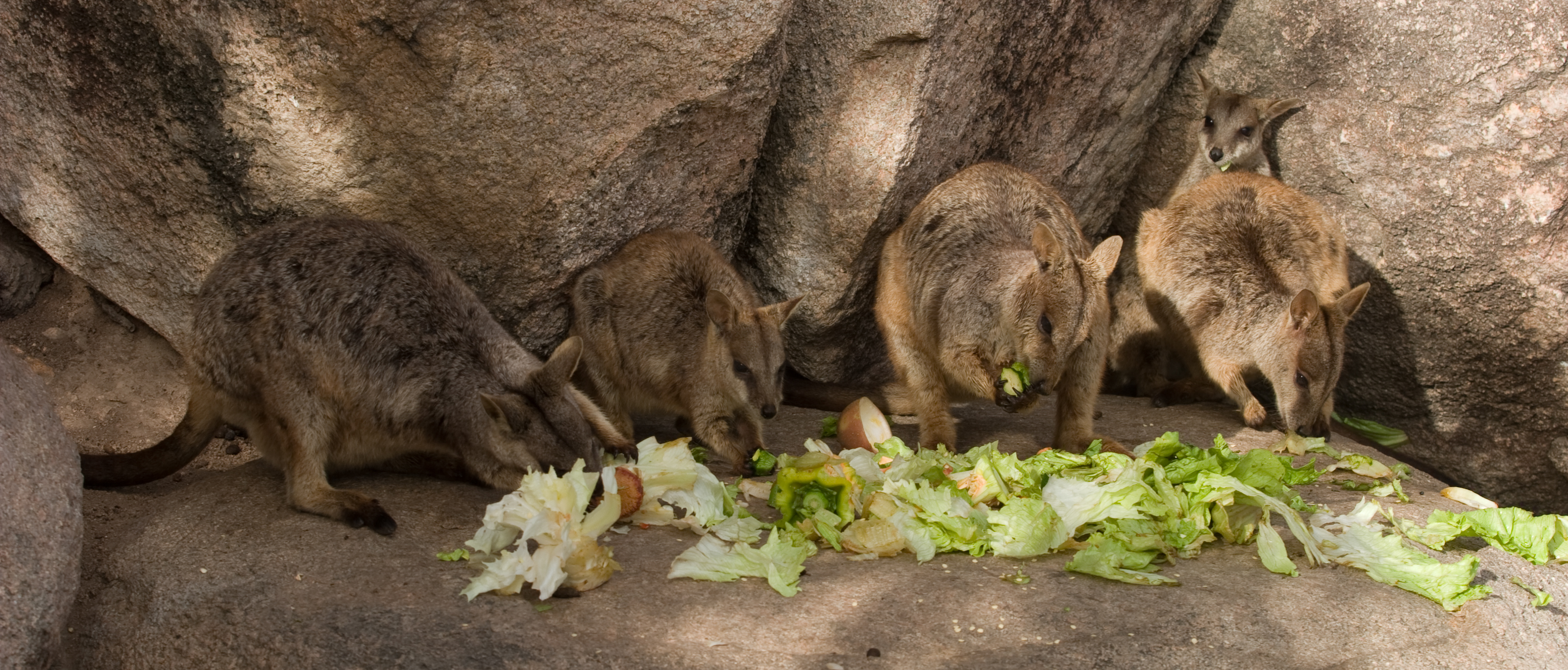